# استان نواکشوت شمالی
استان نواکشوت شمالی (به عربی: ولایة نواکشوط الشمالیة) یکی از استان‌های کشور موریتانی است. استان نواکشوت شمالی ۳۰۶ کیلومتر مربع مساحت و ۳۶۶٬۹۱۲ نفر جمعیت دارد.